# Catinat (croiseur protégé)
Le Catinat, croiseur protégé de 2e classe, appartenait à la classe Catinat qui comprenait également son sister-ship, le Protet. La Marine française a commandé le Catinat en 1894 aux Forges et Chantiers de la Méditerranée . Il a été construit au chantier naval du Havre entre 1896 et 1898.

## Construction
Le Catinat mesurait 100 m de long , avec une largeur de  13,59 m  et un tirant d'eau de 6,80 m. Il déplaçait 4 113 tonneaux de jauge brute. Le système de propulsion du navire était constitué d'une paire de machines à vapeur à triple détente entraînant deux hélices à vis. La vapeur était fournie par 2 machines à vapeur qui comprenaient 16 chaudières à tubes d'eau de type Belleville fonctionnant au charbon. Ses machines produisaient une puissance indiquée de 9 000 CV, soit 100 kw pour une vitesse maximale de 19 nœuds (36 à 37 km/h).
Le navire était armé d'une batterie principale de 4 canons de 164 mm de calibre 45. Ils étaient regroupés au milieu du navire, 2 canons par bordée. Ils étaient soutenus par une batterie secondaire de 10 canons de 100 mm, qui étaient placés dans des casemates et sur des supports de pivots individuels. Pour la défense à courte portée contre les torpilleurs, elle transportait 10 canons Hotchkiss de 47 mm de 3 livres et 4 canons de 37 mm de 1 livre. Il était également armé de deux tubes lance-torpilles (TLT) de 350 mm dans sa coque au-dessus de la ligne de flottaison. La protection du blindage consistait en un pont blindé incurvé de 25 à 60 mm d'épaisseur, ainsi qu'en un blindage de 70 mm sur la tour de contrôle.
Son équipage comptait 420 officiers et soldats.

## Le Catinat
La Catinat est ainsi dénommé en référence au Maréchal de Catinat.
| Nom     | Commande | Lancement    | Service effectif | Chantier naval                                  | Fin de carrière                | Image |
| ------- | -------- | ------------ | ---------------- | ----------------------------------------------- | ------------------------------ | ----- |
| Catinat | 1894     | Octobre 1896 | 1898-1910        | Forges et chantiers de la Méditerranée Le Havre | Radiation le 24 septembre 1910 |       |

## Navigation militaire
Le Catinat quitte Brest le 10 octobre 1900 pour la Division navale de l'Océan Pacifique. Il est armé une nouvelle fois à Lorient du 2 au 15 mai 1905, sous le commandement du capitaine de vaisseau Hautefeuille.
Le navire a été radié le 24 septembre 1910,.